# Història de l'handbol a Catalunya
Breu història de l'handbol a Catalunya.

## Història
Les primeres notícies sobre la pràctica de l'handbol a Catalunya són del 1928 on era practicat pel Regiment Alcàntara a Barcelona. L'any 1932 el FC Barcelona creà una secció d'handbol per primer cop, tot i que acabà desapareixent. No fou fins al final de la guerra civil que aquest esport començà a prendre volada a Catalunya. Inicialment fou un esport plenament lligat als estaments militars i durant els primers anys del franquisme fou l'esport per excel·lència del règim feixista.
L'any 1941 trobem jugant a handbol a Barcelona al Frente de Juventudes. El 1942 també hi juga el Sindicat Espanyol Universitari (SEU) i el FC Barcelona, que dona oficialitat a la secció. El 1943, Pere Sust, que anys més tard serà president de la Federació Catalana de Bàsquet, funda la Federació Catalana d'Handbol, cedint la presidència a Josep Maria Farré. Aquest any trobem equips com: PAYT (Policia Armada i Trànsit), Batalló de Transmissions, CE Ibèric, CD Hispano-Francès, Ideal Vallvidrera, CD Masnou i les Joventuts Hitlerianes (més tard anomenat Joventuts Alemanyes).
El 1944 s'organitza el primer "autèntic" campionat d'Espanya (el primer havia estat el 1942). A poc a poc, el món de l'handbol comença a transformar-se, començant a deixar de banda el caire militar. El Frente de Juventudes de Granollers es transforma en Club Balonmano Granollers (1944); el Frente de Juventudes de Sabadell en Club Esportiu Sabadell. També s'incorpora el GEiEG, així com SD Espanya Industrial, CF Badalona, Provençals-Poblet, F.J. Sant Feliu, CN Terrassa, CD Manresa, UE Sants, UA Sant Gervasi, UGE Badalona, OAR Gràcia o l'Arrahona de Sabadell, entre d'altres.
Inicialment l'handbol es disputava en la modalitat d'handbol a onze. Catalunya adquirí una total hegemonia en aquesta modalitat a l'estat. Aquesta modalitat desapareixerà a final de l'any 1959. A partir del 1952 comença a introduir-se l'handbol a set, que es disputa en pavellons esportius tancats, en lloc de a l'aire lliure. L'handbol català segueix al capdamunt de l'estat amb els triomfs a la lliga espanyola del Sabadell el 1955 i el BM Granollers els anys 1956, 1957, 1958, 1959.
Les dècades del 60 i 70 el gran dominador de l'handbol estatal fou el BM Granollers. L'equip vallesà guanyà la lliga espanyola de les temporades 1960-61, 1965-66, 1966-67, 1967-68, 1969-70, 1970-71, 1971-72 i 1973-74. El Barça, per la seva banda, guanyà les de 1968-69 i 1972-73. Els darrers anys de la dècada dels 70 agafà aquest domini el Calpisa d'Alacant amb quatre triomfs consecutius. També destacaren el CE Sabadell i el Picadero JC, aquest darrer especialment en categoria femenina, on fou campió de lliga les temporades 1963-64, 1964-65, 1965-66, 1966-67 i 1969-70. Aquests anys destacà la figura del porter Josep Perramon. A més del Granollers defensà els colors de Barcelona, Picadero i Calpisa, guanyant gairebé un mínim d'un títol per temporada amb els seus diferents equips.
A nivell internacional el Granollers guanyà l'any 1976 el primer títol europeu de l'handbol català. Fou a la Recopa d'Europa, vencent el 10 d'abril al club alemany GW Dankersen per 26 a 24 a la pròrroga. El relleu, però, l'agafarà el FC Barcelona, que als anys 80 es converteix en el millor club d'Espanya i als 90 d'Europa. A més de multitud de títols estatals, a nivell internacional el club guanyarà la Recopa europea els anys 1984, 1985, 1986, 1994 i 1995. El Granollers, per la seva banda, guanya la Copa EHF els anys 1995 i 1996.
L'any 1991 el Barça guanyà per primer cop la Copa d'Europa. És l'inici d'un gran equip que entre el 1996 i el 2000 es proclamà campió europeu cinc anys de forma consecutiva, dirigit a la banqueta per Valero Rivera i amb jugadors a la pista com David Barrufet, Mateo Garralda, Enric Masip, Iñaki Urdangarín o Andrí Xepkin. Cal esmentar que l'any 1996, Barcelona i Granollers disputaren la final de la Supercopa d'Europa amb victòria blau i grana per 27 a 24.

## Jugadors d'handbol destacats
Dècada de 1940
- Josep Rodés (porter)
- Francesc Casals (porter)
- Jordi Riba
- Jaume Pàrraga
- Antoni Villena
- Joaquim Compte
- Ramon Suau
- Joan Cañadell Cortés
- Esteve Guàrdia Brossa
- Ambrosio Aznar
- Joan Barbany Pujol
- Eduard Barbany Pujol
- José Antonio Cabrera Sánchez

Dècada de 1950
- Joan Casellas Xirgu (porter)
- Carlos Casado (porter)
- Lluís Franquesa Graner
- Carles Farrés Girbau
- Josep Maria Reichardt
- Lluís Miracle Arola
- Rafael Comamala Victoria de Lecea
- Rafael Molina
- Rudolf West
- Francesc Coma Noya
- Lluís Julià Ardenuy
- Antoni Casajuana Rovira

Dècada de 1960
- Martí Font Massana (porter)
- Francesc Pregona Ferrer
- Josep Miquel Fontdevila
- Alexandre Viaña Gómez
- Benito Torrecilla
- Josep Lluís García Mir
- Miquel Roca Mas

Dècada de 1970
- Josep Perramon Acosta (porter)
- Quico López Balcells
- Joan Morera Altisent
- Miquel Prat i Palaus
- Ramon Domènech Fortuny
- Gregorio López Pelayo Goyo
- José Manuel Taure Menéndez

Dècada de 1980
- Jaume Puig Rofes
- Agustí Milian Gràcia
- Joan Sagalés Manyas
- Eugeni Serrano Gispert
- Òscar Grau Gomar
- Aleix Franch Alfós
- Josep María Junqueras
- Àlex Viaña

Dècada de 1990
- Enric Massip Borràs
- Jordi Núñez Carretero (porter)
- David Barrufet Bofill (porter)
- Antoni Ugalde García
- Fernando Barbeito Delgado
- Mariano Ortega Martínez
- Xavier O'Callaghan Ferrer
- Jaume Fort Mauri (porter)
- Cristina Gómez Arquer

Dècada de 2000
- David Davis Càmara
- Albert Rocas Comas
- Cristian Malmagro Viaña
- Víctor Tomàs Gonzàlez
- Salvador Puig Asbert
- Joan Cañellas Reixach
- Cristian Ugalde García
- Valero Rivera Folch
- Joan Saubich